# COPY (polecenie systemowe)
COPY – polecenie pozwalające kopiować plik lub wiele plików do innego folderu niż aktualny.
Polecenie używane w systemiach Windows oraz w środowisku DOS, oraz MS-DOS.

## Parametry polecenia[2]
| Parametr      | Opis |
| ------------- | --- |
| /d            | Pozwala kopiowanie zaszyfrowanych plików aby je zapisać jako odszyfrowane w folderu docelowym. |
| /v            | Sprawdza poprawność zapisu nowo utworzonych plików. |
| /n            | Używa krótkiej nazwy pliku jeśli to możliwe. Podczas kopiowania pliku o nazwie dłuższej niż osiem znaków, lub rozszerzeniu nazwy pliku dłuższym niż trzy znaki.                                                                                                |
| /y            | Pomija komunikat pytający czy chcemy dokonać nadpisanie pliku. |
| /-y           | Powoduje wyświetlenie komunikatu z pytaniem czy chcemy dokonać nadpisania pliku. |
| /z            | Copies networked files in restartable mode. |
| /a            | Wskazuje plik tekstowy ASCII. |
| /b            | Wskazuje plik binarny. |
| <source>      | Wymagane <źródło>. Określa lokalizację, z której chcemy skopiować plik lub zbiór plików. Source (źródło) może składać się z litery dysku oraż dwukropku (np. C:), nazwy folderu, nazwy pliku, lub kombinacji tych trzech parametrów.                           |
| <destination> | Wymagane <miejsce docelowe>. Określa lokalizację, do której chcemy skopiować plik lub zbiór plików. Destination (miejsce docelowe) może składać się z litery dysku oraż dwukropku (np. C:), nazwy folderu, nazwy pliku, lub kombinacji tych trzech parametrów. |
| /?            | Wyświetla pomoc dla polecenia w konsoli (CMD). |

## Przykłady użycia
Kopiowanie pliku memo.doc do letter.doc, parametr /a sprawdza poprawność znacznika end of file (EOF):
```
COPY
 memo.doc letter.doc /a

```

Kopiowanie pliku robin.typ z bieżącego dysku i katalogu do istniejącego katalogu Birds zlokalozowanego na dysku C (jeśli katalog Birds nie istnieje to kopiowany plik jest zapisywany do pliku Birds w katalogu C:\):
```
COPY
 robin.typ C:\birds

```

Kopiowanie trzech plików: mar89.rpt, apr89.rpt, may89.rpt do katalogu Report:
```
COPY
 mar89.rpt + apr89.rpt + may89.rpt Report

```